# HIStory On Film Volume I

Video Greatest Hits – HIStory est un ensemble de vidéoclips du chanteur Michael Jackson allant de la période de l'album Off the Wall jusqu'à celle de l'album Dangerous. Video Greatest Hits – HIStory a pour la première fois été publié en VHS, Video CD (seulement en Asie) et LaserDisc en 1995 à l'occasion de la promotion de l'album HIStory. Il sera suivi de HIStory On Film Volume II (1997) et réédité en DVD en 2001.

## Contenu (DVD)
1. Brace Yourself (kaléidoscope de la carrière de Michael Jackson sur l'air de O Fortuna) — 3:17
2. Billie Jean — 4:56
3. The Way You Make Me Feel — 9:29 (version courte sur la VHS)
4. Black or White — 11:02 (version VHS sans les graffiti)[3]
5. Rock with You — 3:22
6. Bad — 16:11 (version courte sur la VHS)
7. Thriller — 13:42
8. Beat It — 4:59
9. Remember the Time — 9:19
10. Don't Stop 'Til You Get Enough — 4:14
11. Heal the World — 6:24
12. Credits (Heal the World en version instrumentale)

- Durée totale : 1H30

## Ventes
| Pays       | Certification | Unité   |
| ---------- | ------------- | ------- |
| Allemagne  | 3× Or         | 75 000  |
| Australie  | 5× Platine    | 75 000  |
| Autriche   | Or            | 5,000   |
| Espagne    | Platine       | 25 000  |
| États-Unis | 9× Platine    | 900 000 |
| Japon      | Or            | 100 000 |
| Mexique    | 7× Platine    | 300 000 |